# 吕四渔场
吕四渔场一作吕泗渔场，是中国渔场之一，位于江苏省盐城市、南通市海岸以东黄海海域，临近吕四港镇，北面是海州湾渔场，南门是长江口渔场，东面是大沙渔场。吕四渔场北起射阳河口，南至长江口，南北距离200公里，东西纵向平均为120公里。从射阳河口经大丰、东台、如东、通州、海门、启东等县市，海岸线约480公里，海区总面积为36000平方公里。是著名的大黄鱼、小黄鱼渔场，同时也盛产银鲳、带鱼、鱿鱼、章鱼、梭子蟹、海鳗、海蜇、文蛤等。
吕四渔场范围内沙洲散布，较著名的有蒋家沙、毛竹沙、冷家沙等，各沙洲间存在潮汐进出的水道或深槽，被称为“洋”，吕四渔场核心区域主要有五洋，自北向南为：平涂洋、苦水洋、黄沙洋、烂沙洋、乌沙洋。
吕四渔场沿岸渔港众多，捕捞能力较强，其中如东洋口渔港、启东吕四渔港是国家中心渔港。
吕四渔场每年5月1日至9月16日休渔。